# Vítor Paneira
Vítor Manuel da Costa Araújo, mais conhecido por Vítor Paneira (Vila Nova de Famalicão, 16 de Fevereiro de 1966), foi um futebolista e treinador português.

## Carreira de futebolista
É um ex-futebolista português que actuava na posição de médio ala direito, sendo que podia actuar, igualmente, a médio centro ou, em último recurso, a lateral direito. Treinou o Tondela, clube qual subiu para a 1º divisão. Na principal divisão do futebol português, jogou pelo Benfica e pelo Guimarães, tendo sido 44 vezes internacional pela selecção principal.
Formado no Famalicão, Paneira chegou ao Benfica na época de 1988/89, vindo do Vizela que na altura disputava a segunda divisão nacional e tendo participado no Torneio de Toulon pela Selecção de sub-21. Na época de 1995/96 mudou-se para o Vitória de Guimarães, onde jogou durante quatro épocas, tendo terminado a sua carreira de futebolista na Académica de Coimbra.
Paneira alcança ao serviço do Sport Lisboa e Benfica um patamar difícil de alcançar sendo, ainda hoje, lembrado como o último médio direito que o clube vermelho e branco teve de classe internacional (Poborsky também o foi mas com muito menos influência). Pertencente ao último grande Benfica de craveira internacional, Vitor Paneira era um jogador de classe, "fino", de elevada qualidade técnica. Não sendo possante conseguia muito facilmente a linha na qual fazia centros milimétricos para os seus companheiros. Tinha alguma velocidade e lia extraórdinariamente bem o jogo, com excelente sentido táctico e com uma enorme capacidade e qualidade de passe.
Sai do Benfica, ao lado de outros jogadores de renome firmado no futebol nacional, ainda no auge da sua carreira e na plena posse das suas capacidades (com 29 anos) num dos piores momentos da história do Benfica. Para trás ficaram alguns dos melhores momentos naquele corredor direito que fez as delicias dos adeptos benfiquistas.
Mais tarde, ao serviço do Vitória de Guimarães, Paneira irá colocar em prática as características de "Armador" de jogo ao actuar como médio centro e organizador de toda a manobra ofensiva da equipa Vimaranense.
Todavia, no Vitória, Paneira continua a firmar as suas capacidade futebolisticas ao mais alto nível, fazendo 4 extraórdinárias épocas ao serviço do clube minhoto conseguindo este, com uma equipa onde brilhavam Neno, Capucho, José Carlos, Edinho, Zahovic, entre outros, posicionar-se nos primeiros lugares da tabela classificativa da primeira divisão e fazer frente aos 3 grandes para a luta dos lugares cimeiros. No Vitória de Guimarães Paneira calou muitos dos que o consideravam como acabado para o futebol chegando a integrar o lote de 23 jogadores que foram ao Euro96, provando, assim, que continuava a ter capacidade e talento para jogar no Benfica e retirar-se, com justiça, num clube mais consonante com o seu valor e com a sua dimensão enquanto futebolista.
Na selecção, Paneira tem, igualmente, um excelente percurso sendo "dono" do lado direito do ataque de Portugal durante vários anos e fazendo vários jogos consequtivos a titular. Apenas perde o lugar em meados dos anos 90 quando começa a despontar aquele que iria ser o melhor jogador português pós-Eusébio, Luís Figo.
Vitor Paneira foi, muito provavelmente, o melhor médio direito do Benfica, ao lado de José Augusto. Tendo saído inglora e injustamente do Benfica por um erro de "casting", não deixou de vincar a sua marca no clube vermelho e branco numa geração que fez história no clube, a última grande geração do Benfica em que brilharam, ao lado de Paneira, João Pinto, Rui Águas, Isaías, Rui Costa, Paulo Futre, Paulo Sousa, Mozer, Ricardo Gomes, Aldair, Valdo, entre muitos outros.
Possuidor de uma elevada criatividade e apurada técnica individual, Vítor Manuel da Costa Araújo chegou ao futebol e cedo fez um nome destacar-se na camisola 7 e na História do Benfica – Paneira. Durante 7 anos foi o rei das assistências, e na sua faixa do rectângulo exibiu grandes dotes e dribles, correndo até à linha final e cruzando em grande estilo ou contagiando os adeptos com golos decisivos.
A história futebolística de Vítor Paneira é simples e sem explosões de vedetismo. Mostra bem a humildade e simplicidade de um homem que nasceu no Norte, em Famalicão, até aos 16 anos participou em vários torneios de futsal locais, até que em boa hora se inscreveu no GD Riopele, no escalão de juvenis, destacando-se de imediato como o melhor jogador. Seguiu para o clube da terra, o Famalicão, onde não ficou escondido dos principais holofotes por muito tempo, pois foi descoberto pelo olheiro do Benfica Peres Bandeira. Contudo, Paneira já havia aceite um convite do Vizela, e o seu coração encarnado fez persuadir a direcção do Benfica a contrata-lo e a ficar cedido por um ano no emblema nortenho. Vítor Paneira, com 1,77m e 70 kg, chegaria ao Benfica e não tardou a impor-se. Cedo integrou um forte conjunto de jogadores e quem pensou que começasse temeroso, naquele 88/89, no meio de vice-campeões da Europa, enganou-se. Miraculado ou quase, à terceira jornada do Nacional, alcançava presença cativa no onze para nunca mais perder a confiança de todos, sobretudo após a chegada de Eriksson. Para o efeito, socorria-se de um drible precioso e também desconcertante, de assistências geométricas e também fatais, de cruzamentos preciosos e também eficazes. Convidava ao golo, avolumando sempre o caudal ofensivo da equipa. Formou com Rui Costa, Paulo Sousa e Paulo Futre o último meio-campo do Benfica de dimensão mundial. Foi vital para realçar a própria qualidade de Valdo, Jonas Thern, Kulkov ou Isaías. Da mesma forma, muito lhe ficaram a dever finalizadores com o instinto de Vata, Magnusson, César Brito, Rui Águas ou Yuran. Sagrou-se campeão nacional na primeira temporada em que usou o emblema da águia.
Mais dois títulos haveria de ganhar, em 90/91 e 93/94, com quase meia centena de golos apontados em jogos oficiais. Esteve perto de levantar uma Taça europeia, jogou a final dos Campeões, em 89/90, frente ao AC Milan (0×1), chegando ainda à meia-final da Taça dos Vencedores das Taças, em 93/94, frente ao Parma, falhando uma grande penalidade decisiva. Internamente, ganhou também uma Taça de Portugal e uma Supertaça Cândido de Oliveira. Só conquistou títulos aos serviço do Benfica. No que toca a internacionalizações, contou com 44 mas faltou a Vítor Paneira disputar a fase final de um Europeu ou de um Mundial – integrou as opções no Euro 96, mas acabou por nunca sair do banco. Dos grandes momentos de águia ao peito, entre os 289 jogos e 44 golos marcados, destacaria o golo que marcou na final da Taça de Portugal de 1992/93, época em que no dia 4 de Março fez uma exibição de luxo na velha Luz, quando o Benfica venceu a Juventus de Trapattoni por 2×1, em jogo a contar para a 1ª mão dos quartos de final da Taça UEFA, partida em que marcou os dois golos e poderia até ter feito o hat-trick.
Vítor Paneira contou com uma série de curiosidades, umas das quais quando em Junho de 1990 foi acusado de desertor e acabou condenado pelo Tribunal Militar a 75 dias de prisão efectiva, algo que cumpriu na cela nº4 da Casa de Reclusão do Porto. Mais tarde, foi dispensado quase de forma inacreditável com a chegada, claro está, de Artur Jorge, e na altura com apenas 28 anos recebeu de imediato um convite de Santana Lopes para ingressar no Sporting, que recusou de imediato alegando o seu amor pela águia e rumando para Guimarães até acabar a carreira na Académica de Coimbra. A carreira de treinador, que adoptou pouco depois, tem sido feita em categorias secundárias e, recentemente, tem mostrado o seu admirável bom gosto como comentador SportTV.
À sagacidade que sempre patenteou ficou-lhe também muito a dever o Benfica. Como é norma da casa, já lá vão cem anos, respeitar quem a (bem) serviu, Vítor Paneira não teve o devido reconhecimento da instituição que tão bem serviu mas sabe que o clube e sobretudo os adeptos lhe reservaram um lugar na galeria dos mais brilhantes. Com um carácter e humildade enormes, só ultrapassadas pela sua inigualável dedicação ao Benfica, Paneira personifica o glorioso Benfica do início dos anos 90. Era rei e senhor do corredor direito, assim numa espécie de monarquia absoluta que pode claramente reivindicar alguns trechos do melhor futebol que se viu no Benfica dos anos mais recentes, e esse é o maior elogio que lhe poderemos fazer.

## Palmarés no futebol
Foi campeão nacional por três vezes, ganhou uma Taça de Portugal e foi finalista da Taça dos Campeões Europeus (tudo ao serviço do Benfica)

## Treinador
A partir da época de 2002/03, abraçou a carreira de treinador.
De agosto de 2011 a novembro de 2013, treinou o Tondela.
A 3 de Junho de 2012, levou o Tondela pela 1ª vez a Segunda Liga Portuguesa. Treinou o Varzim até abril de 2015. Desde junho de 2015, voltou a treinar o Tondela, agora na Primeira Liga.